# El Rocío, Querétaro Arteaga
El Rocío är en ort i Mexiko.   Den ligger i kommunen San Juan del Río och delstaten Querétaro Arteaga, i den sydöstra delen av landet, 140 km nordväst om huvudstaden Mexico City. El Rocío ligger 1 944 meter över havet och antalet invånare är 137.
Terrängen runt El Rocío är kuperad åt sydost, men åt nordväst är den platt. Runt El Rocío är det ganska tätbefolkat, med 230 invånare per kvadratkilometer. Närmaste större samhälle är San Juan del Río, 4,7 km väster om El Rocío. Trakten runt El Rocío består i huvudsak av gräsmarker.